# Hybosispa
Hybosispa là một chi bọ cánh cứng trong họ Chrysomelidae.
Chi này được miêu tả khoa học năm 1910 bởi Weise.

## Các loài
Các loài trong chi này gồm:
- Hybosispa melanura Weise, 1910
- Hybosispa nitida Uhmann, 1939
- Hybosispa rufiventris Uhmann, 1940
- Hybosispa strandi Uhmann, 1933